# Béla Weiner
Béla Weiner (ur. 4 września 1896 w Budapeszcie, zm. w sierpniu 1979) – węgierski hokeista, olimpijczyk z Sankt Moritz, uczestnik mistrzostw świata. 
Béla Weiner był jednym z 10 zawodników, którzy wystąpili na igrzyskach w Sankt Moritz. Był to pierwszy start Węgrów w hokeju na lodzie na zimowych igrzyskach olimpijskich. 
Weiner wystąpił we wszystkich trzech meczach, jakie Węgrzy rozegrali na tym turnieju. 11 lutego Węgrzy zmierzyli się z reprezentacją Francji; mecz zakończył się zwycięstwem Francuzów 2-0. Następnego dnia Weiner i inni zmierzyli się z Belgami; w tym meczu zwycięstwo 3-2 odnieśli Belgowie, a Weiner strzelił jednego z dwóch goli. W ostatnim spotkaniu, rozegranym 16 lutego, Węgrów pokonała ekipa Brytyjczyków (1-0). Węgrzy zajęli ostatnie miejsce w grupie i nie uzyskali awansu do kolejnej fazy rozgrywek.
Weiner był także w składzie reprezentacji na Mistrzostwach Świata w 1930 roku. Węgrzy wówczas wygrali 2–0 w 1/8 finału z drużyną Włoch. W ćwierćfinale Węgrzy przegrali 1–4 z hokeistami niemieckimi; dało im to szóste miejsce ex aequo z kilkoma innymi drużynami (Francja, Czechosłowacja i Japonia). 
Zawody te były również turniejem o Mistrzostwo Europy. Z racji tego, że spoza kontynentu europejskiego wyżej uplasowała się tylko Kanada, to w klasyfikacji europejskiej Madziarzy skończyli zawody na piątym miejscu ex aequo z Francją i Czechosłowacją.